# Цефей
За съзвездието вижте Цефей (съзвездие)
Цефей или Кефей (гр. Κηφεύς) в древногръцката митология е:
- Син на Алей и Неера, дъщерята на Перей. Участник е в похода на аргонавтите (Аполодор, I, 9,16).
- Мъж на Касиопея и баща на Андромеда.